# Nyodes callichlora
Nyodes callichlora là một loài bướm đêm trong họ Noctuidae.